# Leicaflex
Leicaflex — семейство малоформатных однообъективных зеркальных фотоаппаратов, выпускавшееся компанией Leica Camera с января 1965 по 1976 год. В общей сложности выпущено три модели: Leicaflex, Leicaflex SL и Leicaflex SL2. Главной особенностью конструкции всего семейства является механический энергонезависимый фокальный затвор, использующий энергию пружин. Фотоаппараты следующей серии Leica R, разработанного совместно с фирмой Minolta, без батарей были неработоспособны.

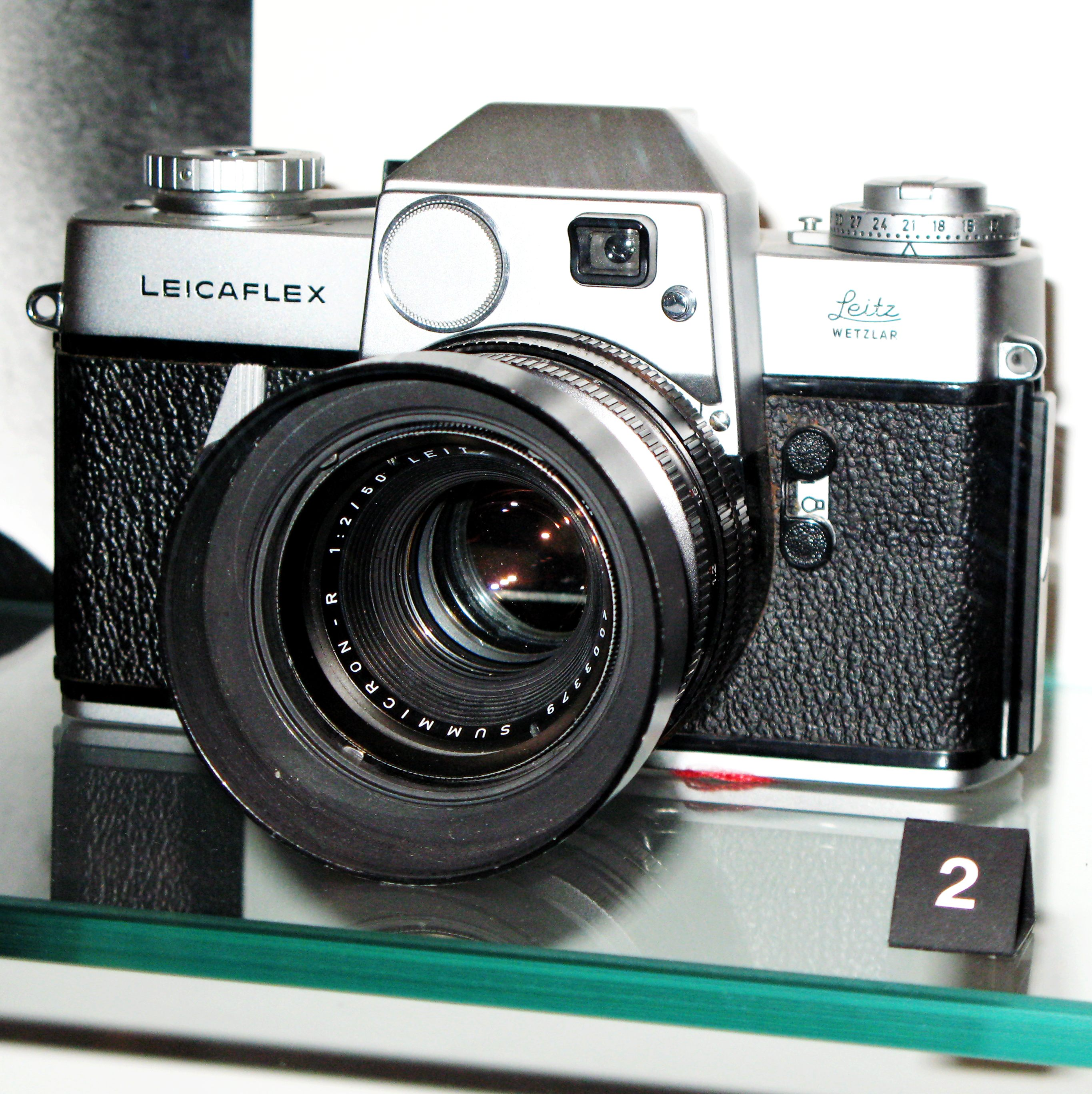
Фотоаппарат «Leicaflex»

## Историческая справка
На момент выхода первой камеры Leicaflex. компания «Лейка» уже несколько десятилетий оставалась лидером мирового фотоаппаратостроения, выпуская малоформатные дальномерные фотоаппараты. Такие камеры составляли основу парка фотоаппаратуры, предназначенной для фотожурналистики и других видов фотографии. Однако, после выхода в 1959 году фотоаппарата Nikon F, в котором удалось преодолеть большинство недостатков однообъективных зеркальных камер, дальномерные аналоги стали резко сдавать позиции на рынке, и большинство производителей фототехники переключились на выпуск аналогичных моделей. Особенно успешными 35-мм зеркальные фотоаппараты оказались в фотожурналистике, поскольку позволяли пользоваться объективами любых фокусных расстояний без ограничения точности фокусировки. При съёмке новостей и спорта, когда близкий доступ к событию часто невозможен, дальномерная фотоаппаратура оказалась неконкурентоспособной.
К середине 1960-х годов зеркальные фотоаппараты присутствовали в линейках большинства производителей, вынудив компанию разработать свою версию камеры этого типа. По сравнению с фотоаппаратами конкурентов Leica выпустила консервативную и дорогую, но высококачественную модель. В настоящее время этот фотоаппарат для отличия от поздних разработок именуется как «оригинальный» или «стандартный» Leicaflex (Original Leicaflex или Leicaflex Standard). 

## Leicaflex
От более поздних «Лейкафлексов» первая модель отличается фоторезистором сопряжённого экспонометра, установленным на переднем щитке пентапризмы. Всего в 1964—1965 годах выпущено 32 500 экземпляров «Original Leicaflex».
- Размер кадра — 24×36 мм, плёнка типа 135 в стандартных кассетах.
- Курковый взвод затвора и перемотки плёнки. Автоматический счётчик кадров, возможность мультиэкспозиции.
- Фокальный затвор с горизонтальным движением матерчатых шторок. Выдержки затвора от 1 до 1/2000 сек и «B». Предварительный подъём зеркала.
- Два кабельных синхроконтакта, выдержка синхронизации 1/100 с электронной фотовспышкой, с одноразовыми баллонами — от 1 до 1/250 сек. в зависимости от скорости сгорания.
- Фокусировочный экран с микрорастром, в поле зрения видоискателя стрелочным индикатором отображалась установленная выдержка, а двухстрелочный предназначен для полуавтоматической установки экспозиции.
- Leicaflex — фотоаппарат с полуавтоматической установки экспозиции. Значения установленной светочувствительности фотоплёнки — от 8 до 6500 ед. ASA.
- CdS-фоторезистор размещался на передней панели камеры, рядом — крышка отсека элемента питания экспонометрического устройства (ртутно-цинковый элемент PX-625). Контроль источника питания.
- Механический автоспуск, репетир диафрагмы.
- Крепление сменной оптики — байонет Leica R в варианте «1 cam». Рабочий отрезок — 47 мм. Выпускались сменные объективы с фокусным расстоянием 35, 50, 90 и 135 мм, а также удлинительные кольца и меха.
- Выпускалась моторная приставка Leicaflex Motor, совместимая с последующими моделями Leicaflex SL Mot и Leicaflex SL2 Mot.

## Leicaflex SL

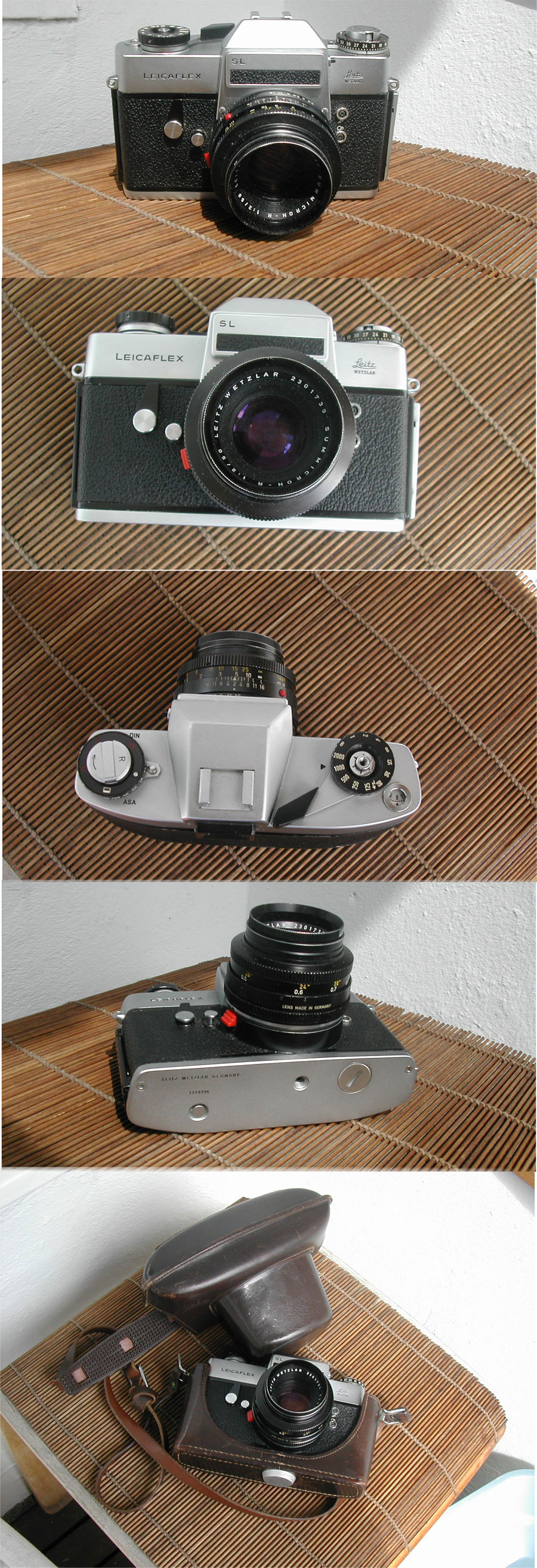
Leicaflex SL

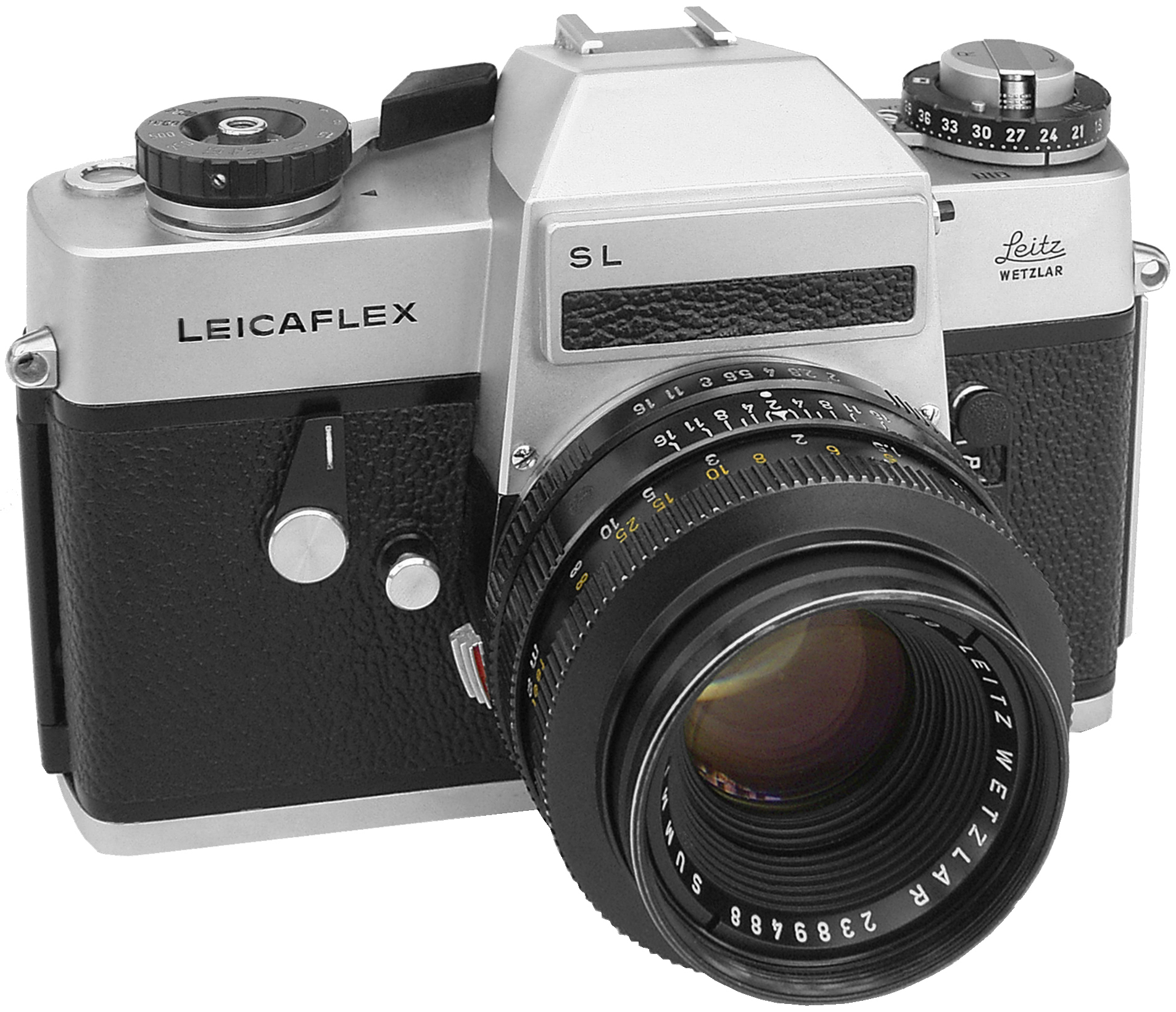
Фотоаппарат «Leicaflex SL»

Leicaflex SL — вторая зеркальная «Лейка» и первая с заобъективной системой светоизмерения. Фотоаппарат выпускался с 1968 по 1974 год.
Индекс SL обозначает технологию «раздельный свет» (англ. Selective Light). Свет на фоторезистор от съёмочного объектива попадал через полупрозрачное покрытие основного зеркала, и далее отражался от дополнительного складывающегося маленького зеркала, расположенного под основным.
Как и Leicaflex, модель SL имеет полуавтоматическую установку экспозиции на открытой диафрагме, благодаря механической передача значений относительного отверстия от объектива к камере. Для питания экспонометрического устройства использовался ртутно-цинковый элемент PX-625. Байонет Leica R был модифицирован (вариант «2 cam»). Объективы от камеры Leicaflex в варианте «1 cam» могли устанавливаться и на Leicaflex SL, экспонометрия была возможна только при рабочем значении диафрагмы. Экспозамер — центральный. Такая же схема была повторена и на аппаратах серии Leica R. Эта конструкция не позволяла применять некоторые широкоугольные объективы от первой зеркальной «Лейки» (Schneider Super-Angulon f/3,4; 21 мм), был разработан ретрофокусный объектив Super-Angulon-R f/4; 21 мм.
Leicaflex SL имел яркий видоискатель и фокусировочный экран увеличенного размера с микропризмами. Индикация о правильно установленной экспозиции — двухстрелочным индикатором в поле зрения видоискателя; также отображалась отрабатываемая выдержка.
Фотографический затвор, курковый механизм перемотки плёнки, синхроконтакты, диапазон устанавливаемых выдержек, зеркало с предварительным подъёмом — такие же, как и на Leicaflex.
Leicaflex SL выпускался с чёрной окрашенной и хромированной отделкой, а также с более износоустойчивым покрытием «чёрный хром». Всего фотоаппаратов Leicaflex SL изготовлено 70 995 экземпляров.
В 1972 году к Олимпийским Играм в Мюнхене была выпущена специальная серия из 1000 экз. с олимпийской символикой.
Некоторые камеры Leicaflex SL выпускались для Военно-морского флота США, имели гравировку NAVY на нижней панели.
Случайно можно встретить Leicaflex SL с объективом Summicron 2/50, это демонстрационные модели без серийных номеров.

### Leicaflex SL Mot
Leicaflex SL Mot — вариант Leicaflex SL с моторной приставкой, автоспуск и выключатель мультиэкспозиции отсутствовали. Моторная приставка Leicaflex motor имела такие же размеры, как и корпус камеры, всего выпущено 980 экземпляров Leicaflex SL Mot.
Некоторое количество фотоаппаратов было выпущено для Национального управления по воздухоплаванию и исследованию космического пространства, имели гравировку NASA.

## Leicaflex SL2

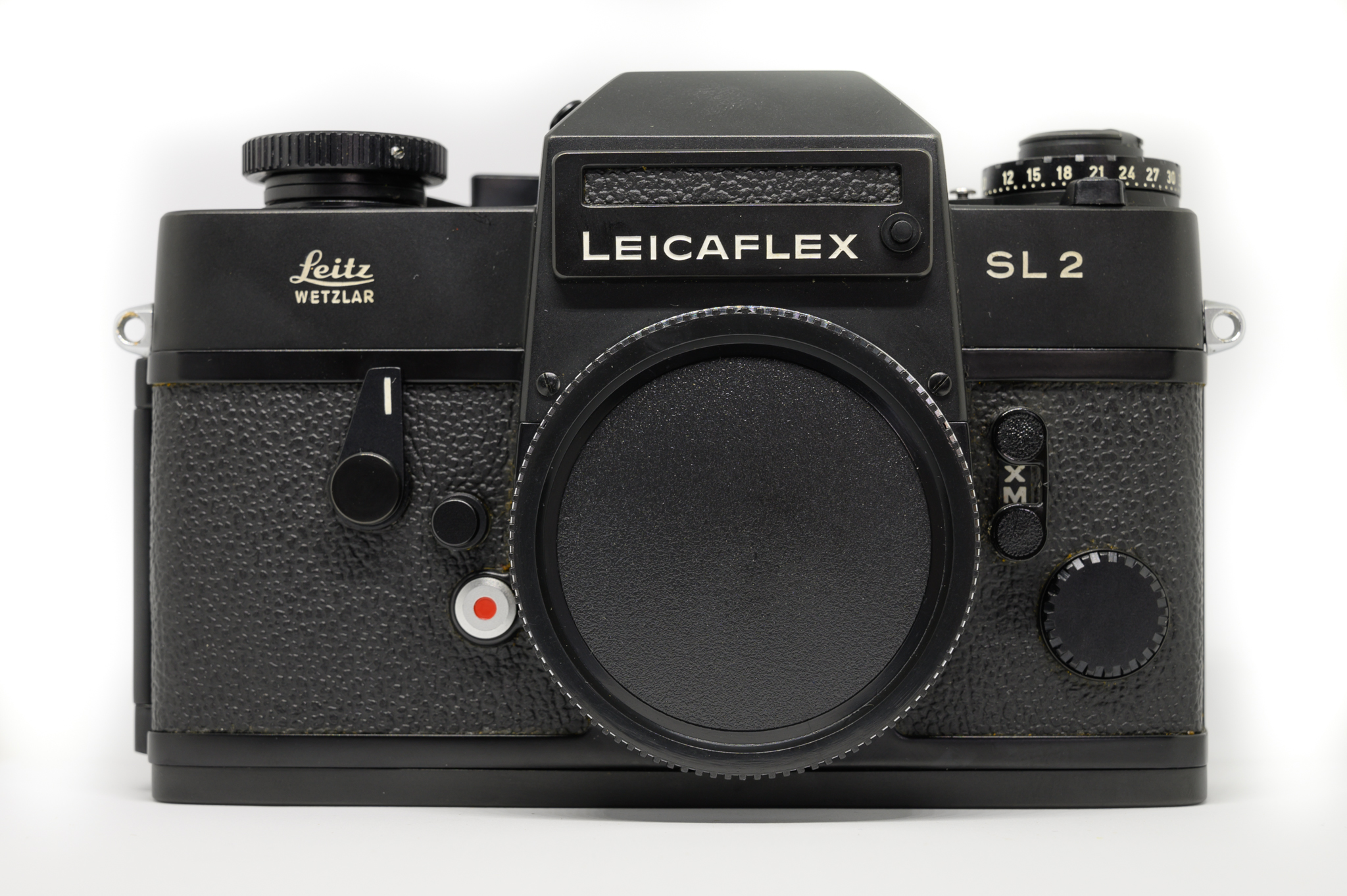
Фотоаппарат «Leicaflex SL2»

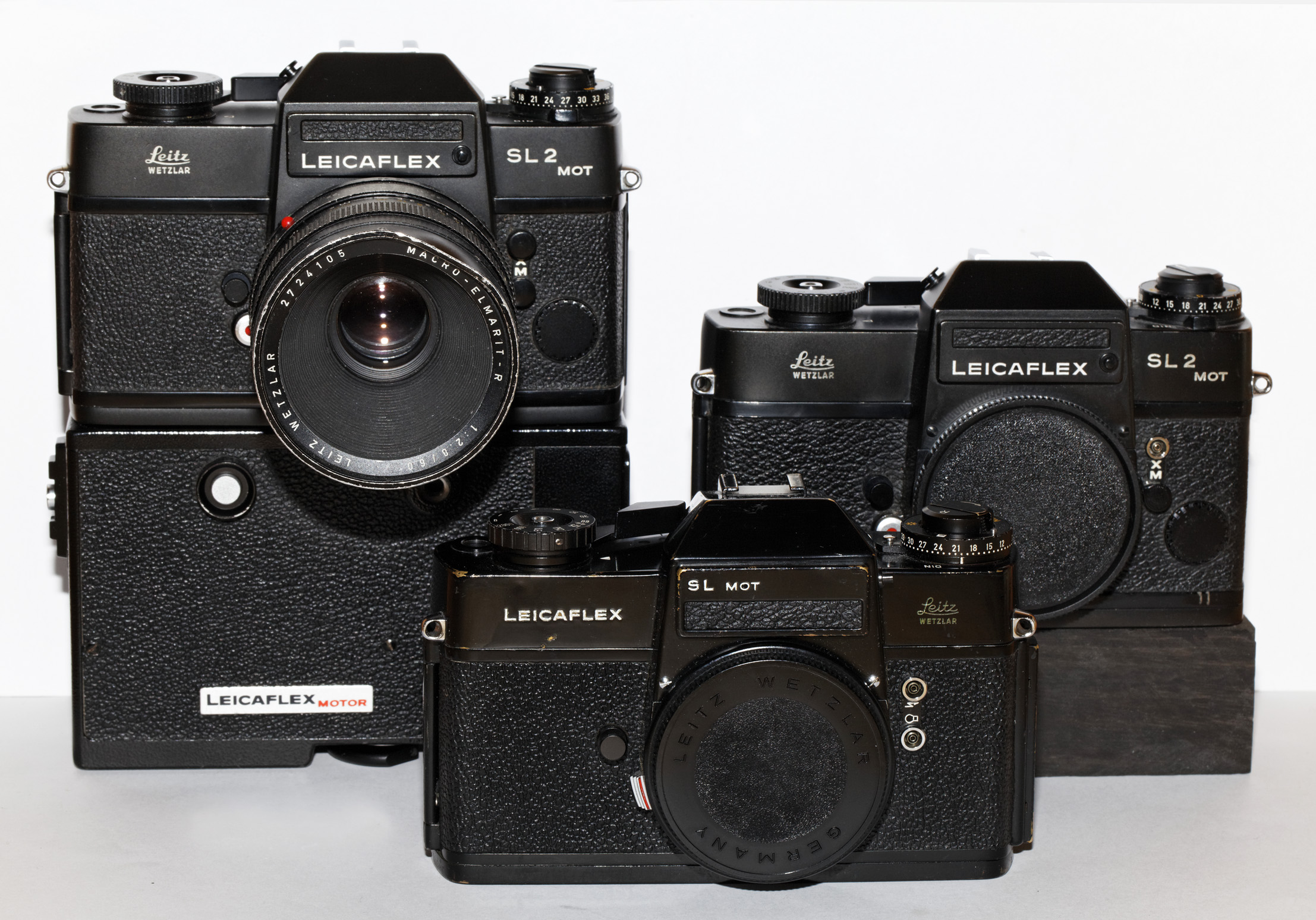
Фотоаппараты «Leicaflex SL Mot» и «Leicaflex SL2 Mot»

Leicaflex SL2 — третий однообъективный зеркальный фотоаппарат из серии Leicaflex, выпускавшийся фирмой Leica Camera с 1974 по 1976 год.
Модификация камеры Leicaflex SL, основные отличия:
- Фокусировочный экран увеличенного размера с клиньями Додена и микропризмами.
- В видоискателе кроме установленной выдержки также отображалась и установленная диафрагма. Подсветка индикаторов видоискателя — миниатюрной лампой накаливания с питанием от отдельного элемента PX-625 (для питания экспонометрического устройства — собственный элемент PX-625).
- Экспонометрическое устройство с повышенной чувствительностью.
- Центральный синхроконтакт (для электронной фотовспышки).
- Изменённый механизм подъёма зеркала, в связи с чем новые сверхширокоугольные объективы (разработаны специально для Leicaflex SL2: Fisheye Elmarit-R 2,8/16; Elmarit-R 2,8/19 и Elmarit-R 2,8/24) не могли устанавливаться на ранние модели.
- Небольшие косметические отличия, например расположение кнопки контроля источника питания.

Leicaflex SL2 выпускался в отделке «хром» и «чёрный хром». Всего выпущено 24 555 экз., из них небольшое количество составляла модель с моторным приводом Leicaflex SL2 Mot. В 1975 году выпущена юбилейная серия Leica 50 Jahre, посвящённая 50-й годовщине выпуска первой «Лейки».
Производство Leicaflex SL2 закончилось в 1976 году, ей на смену пришла Leica R3, продукт сотрудничества между Leica Camera и Minolta. В автоматических фотоаппаратах серии Leica R3 стоял затвор с электронным управлением, соответственно модернизирован был и байонет Leica R. Leicaflex SL2 стоил дорого (в сравнении с Nikon F2 приблизительно 1600 долларов США против 830 $ в 1975 году), что стало причиной низкого спроса.
Leicaflex SL2 был последним однообъективным зеркальным фотоаппаратом с механическим затвором в течение нескольких лет, перед появлением Leica R6. Также это была последняя «Лейка», произведённая без сотрудничества с фирмой Minolta (до появления камеры Leica R8 в 1996 году). Эти факторы и его относительная редкость по сравнению с Leicaflex SL обусловили высокие цены на коллекционном рынке.

### Leicaflex SL2 Mot
Как и в примере с фотоаппаратом Leicaflex SL Mot, выпускалась модификация с моторной приставкой Leicaflex SL2 Mot. Всего выпущено 1 020 экземпляра, плюс небольшое количество из переделанных Leicaflex SL2.

## Совместимость объективов и фотоаппаратов
|                                  | Leicaflex                           | Leicaflex SL и Leicaflex SL2        |
| -------------------------------- | ----------------------------------- | ----------------------------------- |
| Вариант объектива «1 Cam»        | Экспонометрия на закрытой диафрагме | Экспонометрия на закрытой диафрагме |
| Вариант объектива «2 Cam»        | Экспонометрия на закрытой диафрагме | Экспонометрия на открытой диафрагме |
| Вариант объектива «3 Cam»        | Экспонометрия на закрытой диафрагме | Экспонометрия на открытой диафрагме |
| Вариант объектива «R» («R Only») | Установка недопустима               | Установка недопустима               |
| Вариант объектива «ROM»          | Установка недопустима               | Установка недопустима               |